# Amblyomma sphenodonti
Amblyomma sphenodonti  (лат.) — вид клещей из семейства иксодовых (Ixodidae).

## Распространение
А. sphenodonti распространена на островах Новой Зеландии. 
Имеются сообщения о том, что распространенность клещей этого вида на островах Новой Зеландии снижается, и есть основания рассмотреть его в качестве кандидата в виды, находящиеся под угрозой исчезновения, и поместить в Красную книгу исчезающих видов.

### Случай передачи в Польшу
Отмечен случай передачи А. sphenodonti из Новой Зеландии в Польшу на гаттерии (Sphenodon punctatus), которая была подарена Ягеллонскому университету в Кракове.

## Экология
А. sphenodonti питается исключительно на гаттериях (Sphenodon punctatus), живущих на прибрежных островах Новой Зеландии, которая является единственным хозяином всех стадий развития этого клеща. 